# Get the Party Started
Get the Party Started è un singolo della cantante statunitense Pink, pubblicato il 9 ottobre 2001 come primo estratto dal secondo album in studio Missundaztood.

## Descrizione
È una delle sue più grandi hit, avendo raggiunto la top 10 di quasi tutti i paesi in cui il disco è uscito. La canzone è stata scritta dall'ex membro dei 4 Non Blondes, Linda Perry.
Nel 2007 la cantante Shirley Bassey ha incluso una cover del brano nel suo nuovo album, che si chiama anch'esso Get the Party Started.

## Video musicale
Il video musicale è stato diretto da Dave Meyers e girato a Los Angeles alla fine di settembre 2001. Il video comincia con Pink che si sta preparando ad uscire, mentre prova diversi vestiti. In seguito un'amica passa a prenderla con un'automobile, ma le due hanno un incidente, e proseguono con degli skateboard rubati a due ragazzi. All'ingresso di un locale un buttafuori non le lascia passare. Alla fine grazie ad uno stratagemma le due ragazze riescono ad intrufolarsi nella festa ed il video si conclude con Pink che danza in mezzo alla folla. All'interno del locale in cui si svolge la festa, è possibile riconoscere Linda Perry nel ruolo della barista, e fra gli altri Gwen Stefani e Kevin Federline, futuro marito di Britney Spears.
Il video è stato nominato al MTV Video Music Awards 2002 come "miglior video pop", mentre ha vinto i riconoscimenti come "miglior video femminile" e "miglior video dance".

## Tracce
European CD single
1. "Get the Party Started" – 3:12
2. "Get the Party Started/Sweet Dreams" featuring Redman – 4:05

European maxi single
1. "Get the Party Started" (radio mix] – 3:12
2. "Get the Party Started" (K5 Werk Kraft mix) featuring Spoonface – 7:02
3. "Get the Party Started" (Pink Noise Disco mix «radio edit») – 3:44
4. "Get the Party Started" (video) [bonus]

Australian CD single
1. "Get the Party Started" (radio mix) – 3:14
2. "Get the Party Started/Sweet Dreams" – 4:08
3. "Get the Party Started" (Pink Noise Disco mix «radio edit») – 3:46
4. "Get the Party Started" (instrumental) – 3:12

## Successo commerciale
Il singolo ha raggiunto la numero quattro nella Billboard Hot 100 il 29 dicembre 2001, divenendo una delle più grandi hits di Pink come solista negli Stati Uniti, insieme a Most Girls che ha anch'essa raggiunto la numero quattro nella Billboard Hot 100 nel 2000, So What che ha raggiunto la numero uno nel 2008, Raise Your Glass che ha raggiunto la numero uno nel 2010 e Fuckin' Perfect che ha raggiunto la numero due.

## Classifiche
| Classifica (2002)        | Posizione massima |
| ------------------------ | ----------------- |
| Australia                | 1                 |
| Austria                  | 2                 |
| Belgio (Fiandre)         | 5                 |
| Belgio (Vallonia)        | 1                 |
| Canada                   | 11                |
| Danimarca                | 2                 |
| Finlandia                | 3                 |
| Francia                  | 17                |
| Germania                 | 2                 |
| Irlanda                  | 1                 |
| Italia                   | 2                 |
| Norvegia                 | 2                 |
| Nuova Zelanda            | 1                 |
| Paesi Bassi              | 5                 |
| Regno Unito              | 2                 |
| Spagna                   | 1                 |
| Stati Uniti              | 4                 |
| Stati Uniti (dance club) | 1                 |
| Svezia                   | 3                 |
| Svizzera                 | 2                 |
| Ungheria                 | 15                |

### Classifiche di fine anno
| Classifica (2002) | Posizione |
| ----------------- | --------- |
| Australia         | 15        |
| Austria           | 10        |
| Belgio (Fiandre)  | 40        |
| Belgio (Vallonia) | 35        |
| Canada            | 178       |
| Paesi Bassi       | 34        |
| Stati Uniti       | 24        |
| Svezia            | 16        |
| Svizzera          | 18        |